# Fernando Díaz (político peruano)
Fernando Díaz fue un político peruano. 
Fue diputado de la República del Perú por la provincia de Paucartambo en 1829 y 1831 durante el primer gobierno del Mariscal Agustín Gamarra. 